# 垴阿巴提塔吉克族乡
垴阿巴提塔吉克族乡是中华人民共和国新疆维吾尔自治区和田地區皮山县下辖的一个民族乡。

## 行政区划
垴阿巴提塔吉克族乡下辖以下村级行政区划单位：
康阿孜村、阿克硝尔村和布琼村。